# Пресья
Пресья́ (фр. Pressiat) — коммуна во Франции, находится в регионе Рона — Альпы. Департамент — Эн. Входит в состав кантона Треффор-Кюизья. Округ коммуны — Бурк-ан-Брес.
Код INSEE коммуны — 01312.

## География
Коммуна расположена приблизительно в 370 км к юго-востоку от Парижа, в 80 км северо-восточнее Лиона, в 18 км к северо-востоку от Бурк-ан-Бреса.

## Климат
Климат полуконтинентальный с холодной зимой и тёплым летом. Дожди бывают нечасто, в основном летом.

## Население
Население коммуны на 2010 год составляло 224 человека.
| 1962 | 1968 | 1975 | 1982 | 1990 | 1999 | 2010 |
| ---- | ---- | ---- | ---- | ---- | ---- | ---- |
| 168  | 163  | 127  | 148  | 155  | 191  | 224  |

## Администрация
| Период | Период | Фамилия        | Партия | Примечания |
| ------ | ------ | -------------- | ------ | ---------- |
| 1995   | 2008   | Рене Ансельм   |        |            |
| 2008   | 2014   | Люк Мартино    |        |            |
| 2014   | 2020   | Жан-Луи Ревель |        |            |

## Экономика
В 2010 году среди 150 человек трудоспособного возраста (15—64 лет) 122 были экономически активными, 28 — неактивными (показатель активности — 81,3 %, в 1999 году было 71,7 %). Из 122 активных жителей работали 112 человек (65 мужчин и 47 женщин), безработных было 10 (2 мужчин и 8 женщин). Среди 28 неактивных 11 человек были учениками или студентами, 9 — пенсионерами, 8 были неактивными по другим причинам.

## Достопримечательности
- Церковь Св. Лаврентия (XIII век). Исторический памятник с 2008 года.[4]

## Фотогалерея

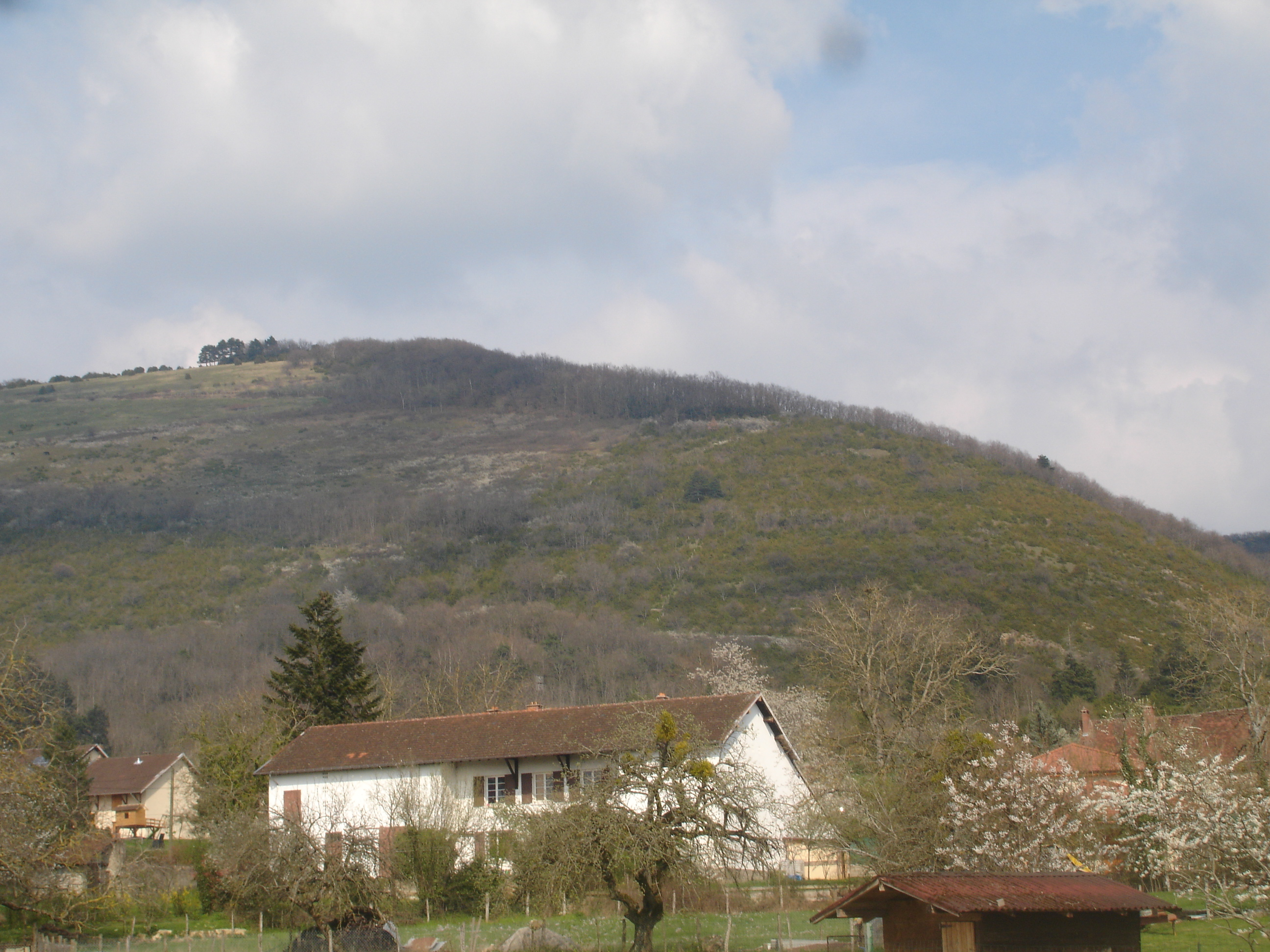
Пресья
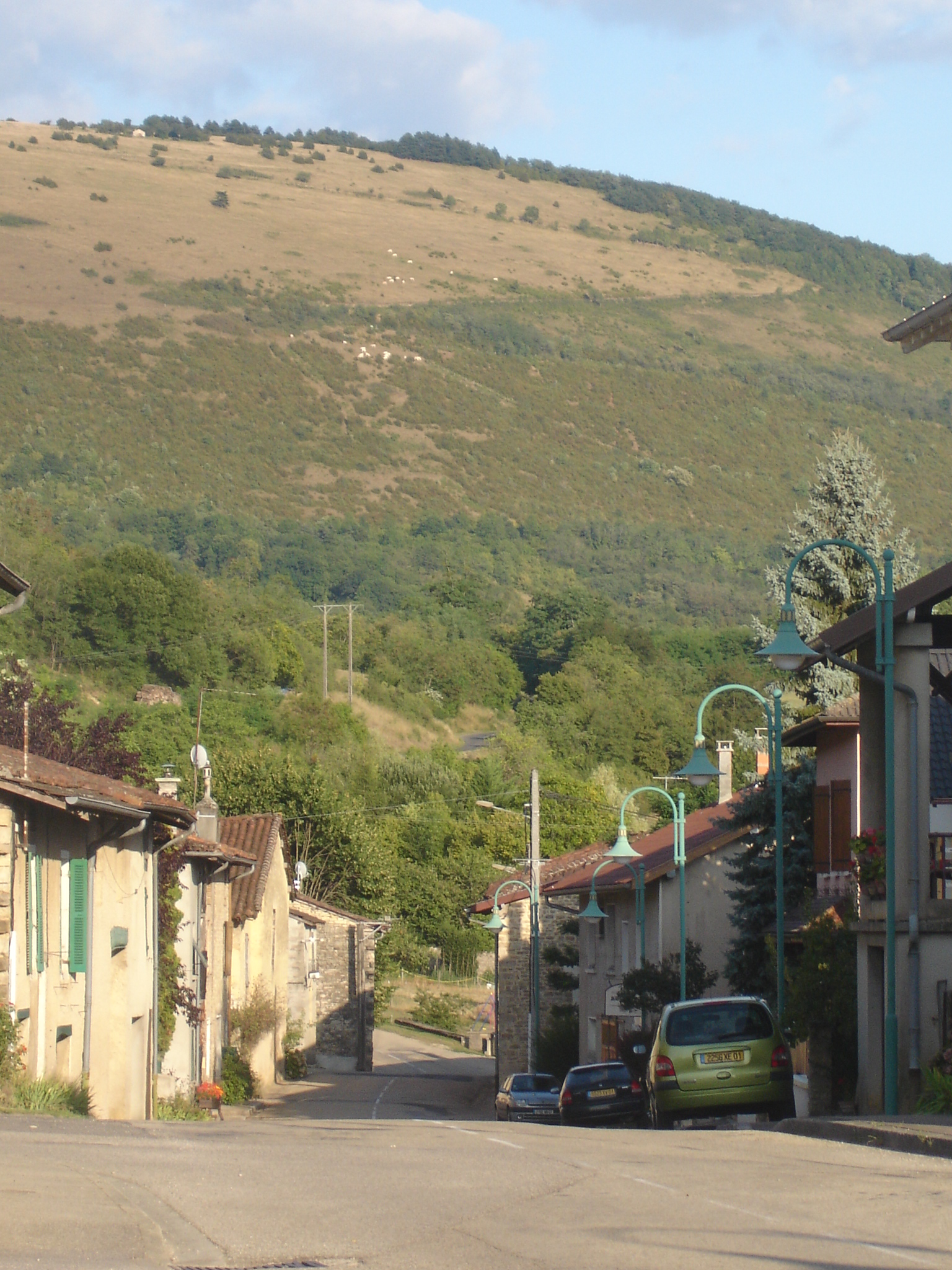
Пресья
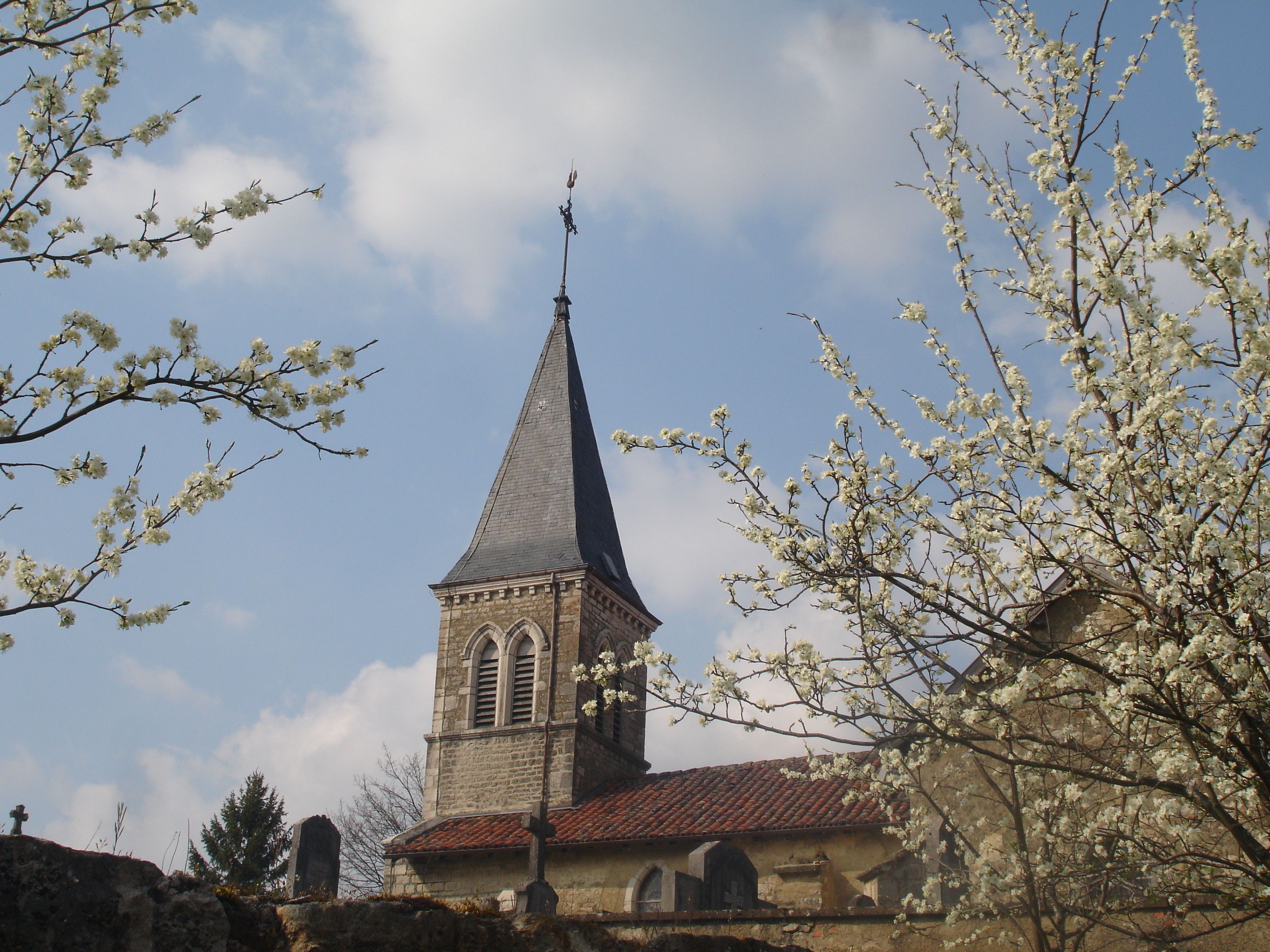
Церковь Св. Лаврентия
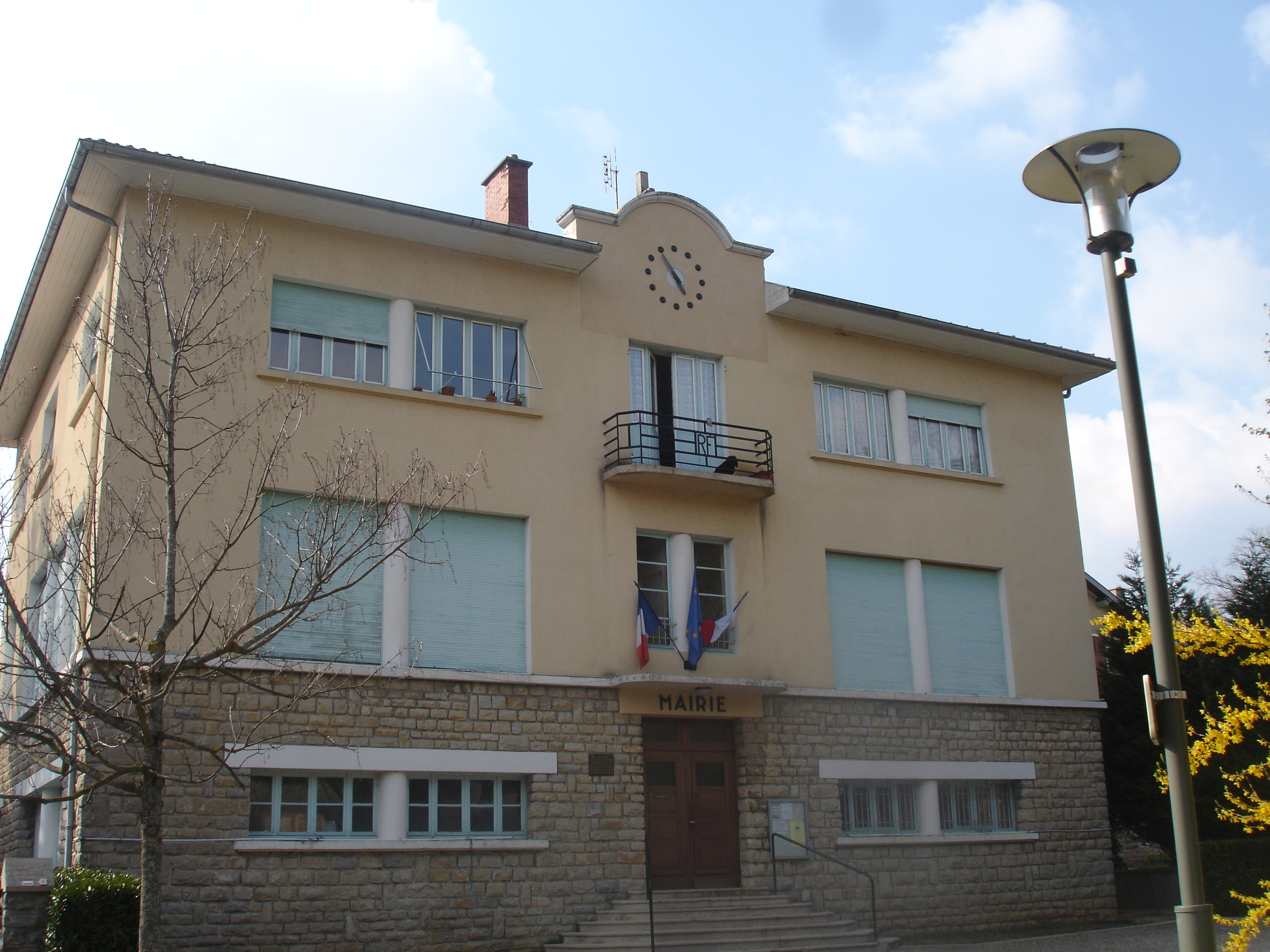
Мэрия
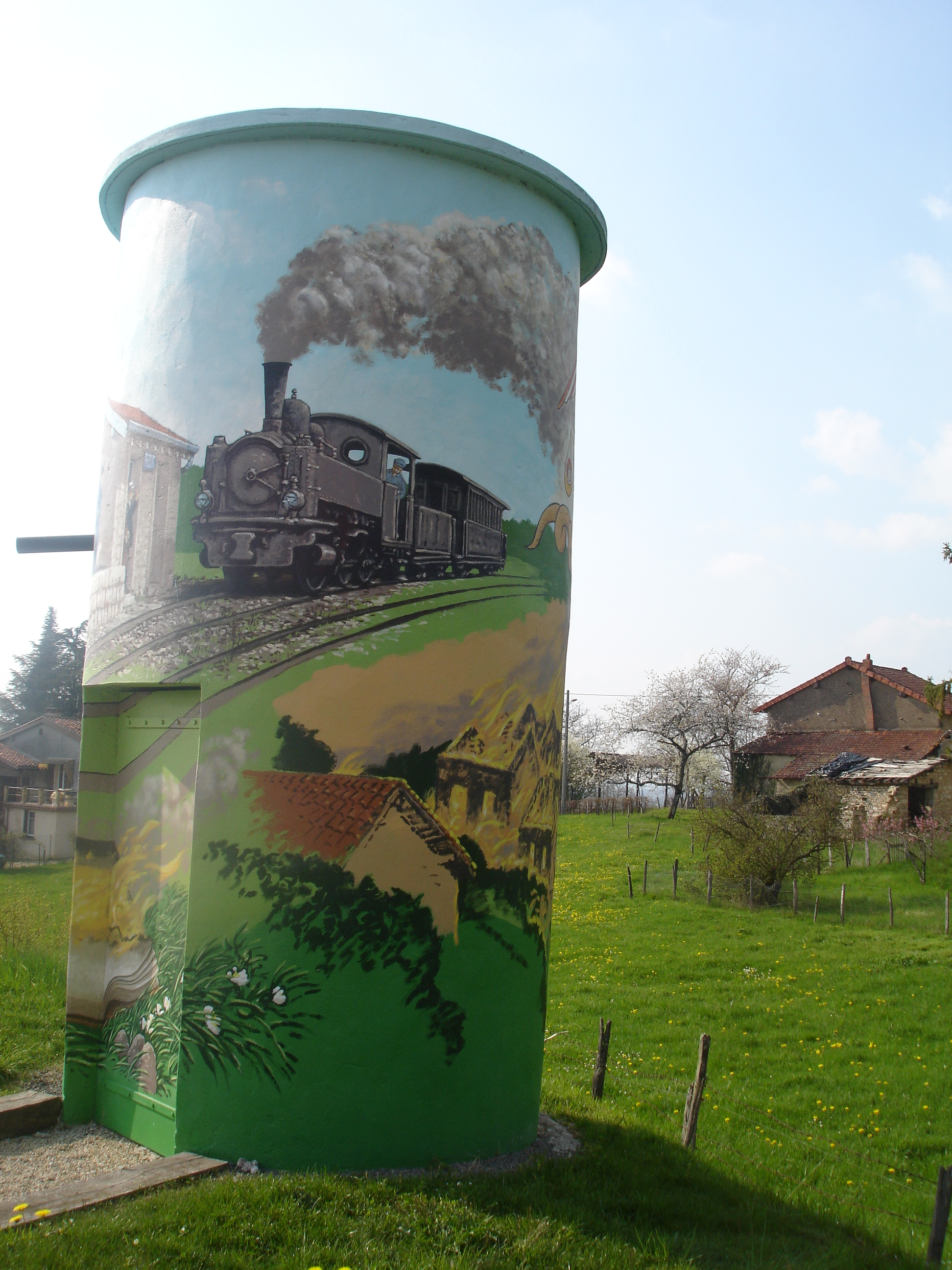
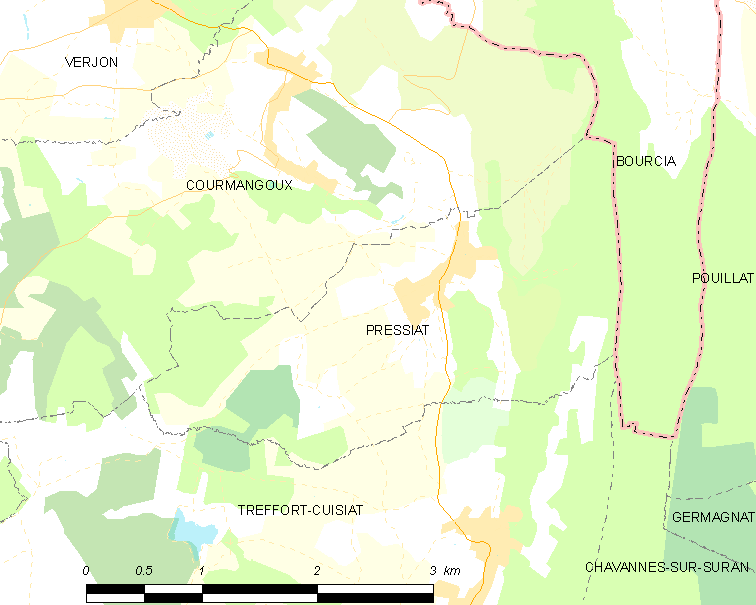
Карта коммуны